# Christian Pospischil (Politiker)

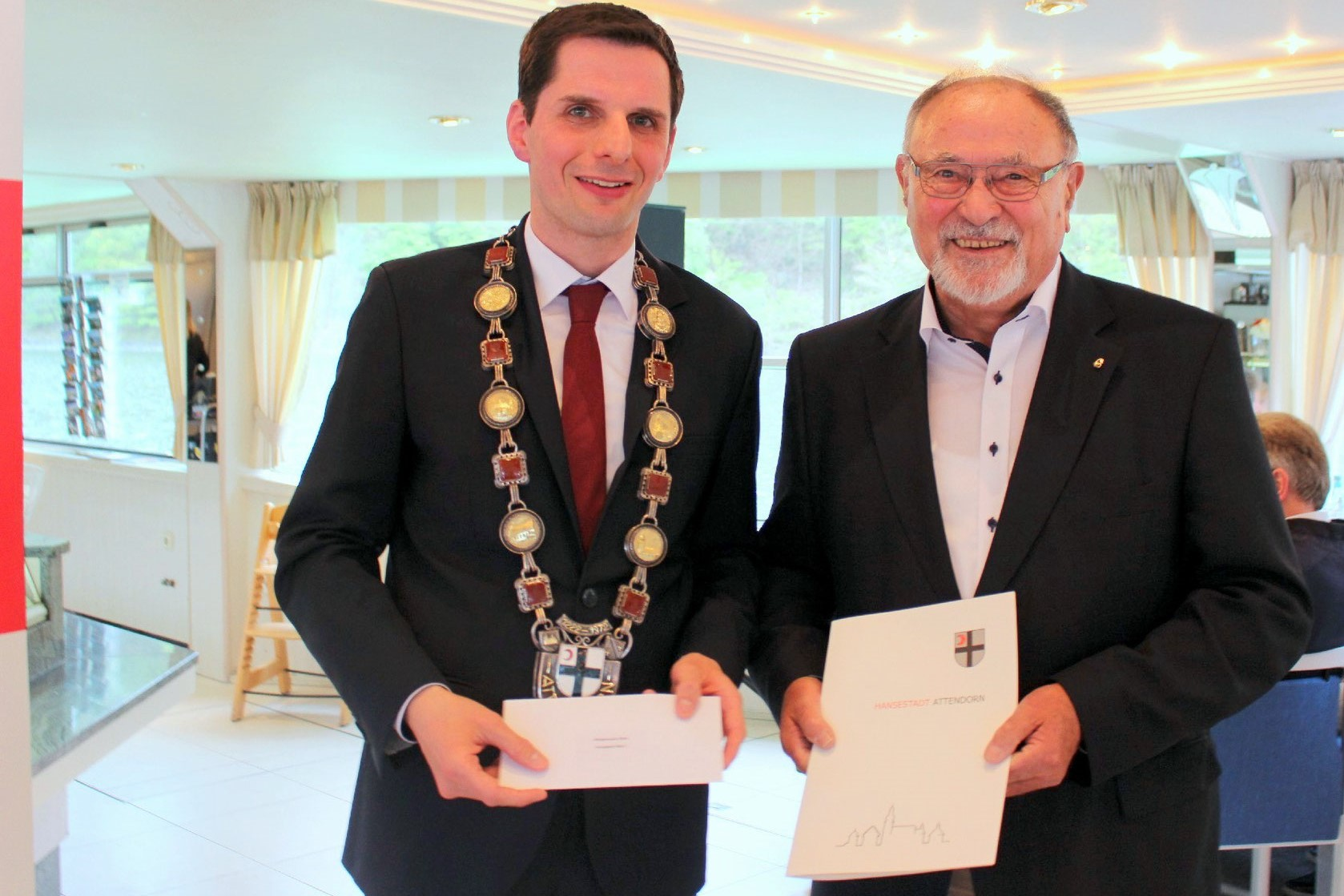
Christian Pospischil, hier mit Hartmut Hosenfeld (2017)

Christian Pospischil (* 30. Juli 1981 in Attendorn) ist ein deutscher Kommunalpolitiker (SPD) und seit 2014 Bürgermeister der Stadt Attendorn.

## Leben
Christian Pospischil machte 2001 sein Abitur am St.-Ursula-Gymnasium in Attendorn. Nach dem Zivildienst studierte er Lehramt an Gymnasien für die Fächer Geschichte, Latein und Politik an der Philipps-Universität Marburg. Er absolvierte außerdem ein Aufbaustudium an der Deutschen Hochschule für Verwaltungswissenschaften in Speyer, wo er mit dem Magister der Verwaltungswissenschaften abschloss. Von 2011 bis 2014 war er am Bundesrechnungshof als Referent im Referat für Organisation und Haushalt beschäftigt.
Er ist verheiratet und Vater dreier Kinder.

## Politik
1998 ist Christian Pospischil in die SPD eingetreten und ein Jahr später erstmals als direkt gewählter Stadtverordneter für Ennest in den Rat gewählt worden. Seit Februar 2013 war er dort, nach vier Jahren als Stellvertreter, Vorsitzender der SPD-Fraktion.
Pospischil trat bei den Kommunalwahlen 2014 als SPD-Bürgermeisterkandidat gegen den parteilosen Amtsinhaber Wolfgang Hilleke an. Er erzielte 57,9 Prozent der Stimmen und trat sein Amt am 25. Juni 2014 an. Als persönliche Ziele seiner Bürgermeistertätigkeit formulierte Pospischil einen anderen Führungs- und Entscheidungsstil, gesunde Finanzen, eine attraktivere Innenstadt, sozialen Zusammenhalt, ein besseres Angebot an Bildung, Kultur und Freizeit, sowie dafür zu sorgen, dass das Leben im Dorf attraktiv bleibt.
Bei den Kommunalwahlen 2020 wurde er vom parteilosen Einzelbewerber Roland Friedrich herausgefordert und am 13. September mit 77,5 Prozent der Stimmen wiedergewählt.